# 그린우드땃쥐
그린우드땃쥐(Crocidura greenwoodi)는 땃쥐과에 속하는 포유류의 일종이다. 소말리아의 고유종이다. 자연 서식지는 아열대 또는 열대 기후 지역의 습윤 저지대 숲과 건조 사바나 지역 그리고 아열대 또는 열대 기후 지역의 건조 관목 지대와 경작지이다.